# Ted Hughes
Edward James Hughes, conosciuto come Ted Hughes (Mytholmroyd, 17 agosto 1930 – Londra, 28 ottobre 1998), è stato un poeta e scrittore inglese.
Considerato uno dei migliori poeti della sua generazione, Hughes fu Poet Laureate in Inghilterra dal 1984 fino alla sua morte nel 1998. Nota e tragica la storia del suo matrimonio con la poetessa statunitense Sylvia Plath, durato dal 1956 fino al suicidio di lei nel 1963, per il quale il poeta subì molte accuse, in quanto ritenuto responsabile successivamente anche di quello della donna con cui lui aveva una relazione extraconiugale, Assia Wevill. Hughes raccontò infine in versi la sua complessa relazione con Sylvia Plath nel suo ultimo libro di poesie, Birthday Letters (1998).

## Biografia

### Primi anni di vita
Hughes nacque il 17 agosto 1930 a Mytholmroyd, nel West Yorkshire, da William Henry Hughes, carpentiere, e da Edith Farrar donna sensibile e amante della lettura. Egli crebbe felice tra le fattorie e le colline di quella regione, seguendo il fratello maggiore di dieci anni, Gerald, nella caccia e appassionandosi agli animali che inizia a disegnare e a costruire in piombo modellandoli con la plastilina. Intanto il fratello, grande narratore di storie come la madre, lo intrattiene spesso con storie di avventura e di caccia. Hughes ha affermato in una intervista: «My first six years shaped everything» ("I miei primi sei anni [di vita] hanno plasmato tutto").
Nel 1937 la sua famiglia si trasferì a Mexborough, nello Yorkshire, per gestire un'edicola con rivendita di tabacchi che il padre, grazie ad un'eredità della moglie, aveva comprato. Il fratello Gerald sceglierà invece di lavorare come guardiacaccia nel Devon e per il piccolo Ted la sua lontananza, che diventerà in seguito definitiva perché nel 1948 egli sposandosi andrà a risiedere in Australia, sarà causa di grande sofferenza.

### Gli studi e la formazione
A Mexborough frequentò i primi anni di scuola dimostrando passione per la lettura. La scuola era fornita di una buona biblioteca e l'edicola del padre era piena di giornalini per ragazzi, di fumetti e di riviste sulla caccia che Ted leggeva avidamente prima della loro vendita. Trova nella biblioteca scolastica Tarka la lontra di Williamson e si appassiona alla descrizione dei paesaggi, quelli del Devon, così simili a quelli descritti dal fratello. Inizierà così a scrivere racconti di avventura che, come scrive lo stesso, "... nascevano in gran parte dalle mie letture. Mi specializzai in eventi fantastici e avventure cruente".
Nel 1941 fu ammesso alla Mexborough Grammar School, dove incontrò ottimi insegnanti che lo aiutarono a potenziare le sue doti incoraggiandolo nella vena artistica, così come lo inizierà alla poesia la sorella Olwyn, maggiore di due anni, che frequenta la sua stessa scuola e che possiede, a detta dello stesso Ted "... un gusto poetico meravigliosamente precoce".
La madre, che condivide la stessa passione del figlio, riuscirà ad acquistare diversi libri di poesia inglese e tutta l'opera di Shakespeare. In questo periodo il giovane Ted, che in precedenza aveva letto con entusiasmo il Libro della giungla, avrà modo di leggere le poesie di Kipling e rimarrà catturato dai suoi versi. La poesia prenderà, da questo momento, il sopravvento sulle altre passioni ed egli inizierà a scrivere dei brevi poemi, pubblicati sul giornalino della scuola, seguendo i ritmi kiplinghiani.
Scoprirà in questo periodo il poeta Yeats che diventerà per lui un modello, oltre a Eliot, Hopkins, Dylan Thomas e Lawrence.
Nel 1948 sarà ammesso al Pembroke College di Cambridge e, dopo due anni di leva militare sotto la RAF nell'East Yorkshire, potrà iniziare l'Università.
A Cambridge si iscrisse a letteratura inglese ma, già al termine del primo anno, troverà insoddisfacenti sia i programmi che il metodo di studio e alla fine del secondo anno comprese che quel tipo accademico di studio non gli avrebbe potuto essere di giovamento. Abbandonato pertanto il corso di letteratura Ted, nell'autunno del 1953, si iscriverà ad antropologia e archeologia.
L'ambiente di élite di Cambridge non lo attira e le amicizie che stringerà in questo periodo saranno tutte con giovani inglesi del Nord, irlandesi e gallesi con i quali formerà un gruppo unito dalla simpatia e dalla passione comune per il folklore musicale. Insieme ad essi collaborerà ad una rivista letteraria quindicinale intitolata "Broadsheet" che pubblica poesie, saggi e recensioni di carattere informale e assai ostile al puritanesimo formale dei poeti che dominavano in quel momento appartenenti al The Movement.
Nel giugno del 1954, anno della sua laurea, pubblicò, sulla rivista Granta, The Little and the Seasons, una poesia che egli firmò con lo pseudonimo di Daniel Hearing ma che non apparirà mai nelle sue raccolte.
Non aveva ancora in mente progetti di carriera letteraria e il suo desiderio sarà quello di continuare a scrivere poesie e nello stesso tempo impiegarsi in qualche attività che lo avvicini alla natura.

### Un periodo di incertezza
Trasferitosi a Londra presso un appartamento di un amico, si prestò a svolgere diversi tipi di lavoro, per guadagnarsi quel tanto da vivere e avere nel frattempo la possibilità di scrivere. Quando era libero, partecipava di sera alle riunioni di un gruppo di giovani poeti fondato dal suo ex compagno di università Philip Hobsbaum ma nel fine settimana si recava regolarmente a Cambridge per studiare in Biblioteca e ritrovare i vecchi amici che frequentavano ancora il vecchio ritrovo dell'"Anchor". Qui, nel gennaio del 1955, conobbe il giovane poeta statunitense Lucas Myers che, come egli stesso scrive, sarà poi "uno di quei tre o quattro che restano immutati/come un me stesso separato,/pietra nel letto del fiume/sotto ogni mutamento".
Grazie all'amico scoprì alcuni importanti poeti americani contemporanei, come Robert Lowell, W.S. Merwin, Richard Wilbur, Elizabeth Bishop e John Crowe Ransom, mentre i poeti inglesi appartenenti a "The Movement", tranne alcuni che continuò ad apprezzare come Eliot e Thomas, gli appariranno sempre meno interessanti.
Non sapeva ancora, ad un anno e più dalla laurea, che cosa avrebbe fatto in futuro, anche se sognò molte cose tra le quali, prima in assoluto, riuscire a far rientrare in Inghilterra il fratello Gerald al quale scrisse nel mese di ottobre: "Dovrò trovarmi un lavoro rispettabile altrimenti Mamma ne farà una malattia. Mi sto dando da fare per trovare qualcosa in televisione, o alla BBC, o nel cinema. Se farò un po' di esperienza prima, potrò sfruttare meglio l'Australia".

### L'incontro con Sylvia Plath e il matrimonio
All'inizio del 1956 l'amico Hobsbaum gli propose di lavorare presso gli studi di Pinewood della J. Arthur Rank a Londra con il compito di redigere schede di romanzi e opere teatrali da poter utilizzare per il cinema. Accettò il lavoro ma senza entusiasmo e il suo rifugio fu ancora Cambridge dove, con alcuni amici, pubblicò una rivista letteraria, la St. Botolph's Review, della quale però uscirà un unico numero. A febbraio, durante la festa a Falcon Yard per pubblicizzare la nuova rivista, Ted conoscerà la giovane poetessa Sylvia Plath, in visita in Gran Bretagna avendo conseguito una borsa di studio Fullbright, che rivedrà a Londra il 23 marzo.
Tra i due giovani nacque subito un grande amore e Hughes decise di lasciare il suo lavoro per trasferirsi a Cambridge per rimanere con Sylvia. La loro unione sarà, da quel momento, come scrive Anna Ravano, "...un sodalizio letterario, pur nell'indipendenza creativa individuale, che durerà per tutti gli anni della loro unione, nonostante le differenze di formazione e di sensibilità e i metodi compositivi radicalmente diversi". Il 16 giugno, dopo aver preso d'impulso la decisione, si sposarono con una semplicissima cerimonia nella chiesa di San Giorgio Martire a Bloomsbury alla presenza della sola madre di Sylvia. Tutti gli altri, compresi i familiari di Ted, furono tenuti all'oscuro del matrimonio perché Sylvia aveva timore che esso potesse essere contro il regolamento della borsa di studio ottenuta e del suo college.
Dopo il viaggio di nozze di una settimana a Parigi si recarono a Madrid e infine a Benidorm dove rimasero, in una casa presa in affitto, per tutta l'estate. Quando in ottobre Sylvia ritornerà a Cambridge, Ted rimarrà nello Yorkshire fino al 12 ottobre quando si recherà alla BBC di Londra per firmare un contratto per una sua lettura di poesie di Yeats. Ma la lontananza pesava ad entrambi, tanto che decisero di rivelare alla Fulbright e al college il loro matrimonio. Invece di ricevere le temute sanzioni, ebbero congratulazioni e auguri, il che farà loro decidere di cercare casa a Cambridge. Mentre Sylvia dovette ancora frequentare per un mese il College, Ted si trasferì subito nella nuova casa e, a fine novembre, trova un lavoro fino a giugno come insegnante di inglese, sport e attività teatrali alla Coleridge Secondary Modern School. Dal matrimonio con Sylvia Plath, nacquero i due figli Frieda Rebecca e Nicholas.

### La prima pubblicazione: The Hawk in the Rain
Nel 1957, su incitamento di Sylvia, Ted presentò ad un concorso di poesia che si tiene a New York, una raccolta di quaranta poesie con il titolo The Hawk in the Rain, con la quale vinse il premio che gli diede la possibilità di pubblicarle subito con la Harper Bros e di scegliere l'editore inglese che preferiva. In maggio la casa editrice Faber and Faber, dove lavorava anche T. S. Eliot, accettò il testo, che verrà pubblicato in Inghilterra il 13 settembre con una dedica a Sylvia e che sarà segnalato dalla Poetry Book Society come il libro migliore dell'anno.
Ted è felice e in una lettera al fratello afferma che da quando ha conosciuto Sylvia la sua vita è cambiata: "La mia vita in questi ultimi tempi è splendida, meravigliosamente guarita rispetto a com'era prima. Il matrimonio è il mio elemento naturale. Anche la mia fortuna prospera grazie ad esso, e così pure quello che produco. Non hai idea di che vita felice facciamo io e Sylvia o forse ce l'hai. Lavoriamo, facciamo passeggiate, ripariamo a vicenda quello che scriviamo. Lei è uno dei migliori critici che io abbia mai conosciuto e comprende perfettamente la mia immaginazione, e anch'io credo di comprendere la sua."

### La vita a Northampton
Nel frattempo Ted e Sylvia si trasferirono a Northampton, dove  Plath aveva ottenuto un incarico annuale presso lo Smith College di quella città, ma la vita trascorreva in quel luogo in modo piuttosto sterile sia dal punto di vista intellettuale che artistico fatta eccezione la conoscenza del poeta Anthony Hecht e del poeta e classicista Paul Roche.
Il 25 settembre conobbero a Boston, a una festa a casa del curatore della Poetry Room, W. S. Merwin che, ormai poeta affermato da tempo, si era dedicato alla sola attività letteraria e per seguire il suo esempio decidono di trasferirsi in quella città per tentare il mestiere di scrittori a tempo pieno non appena Sylvia avrà terminato i corsi all'Università.
Nel gennaio del 1958 Ted accettò l'incarico di professore presso l'Università del Massachusetts per un semestre dove tenne dei corsi di letteratura sui poemi minori di Milton, sul Faust di Goethe, su Keats, Wordsworth, sul Walden, ovvero La vita nei boschi di Thoreau e su cinque commedie di Molière, oltre ad un corso di scrittura creativa che però non lo soddisfece.
Conosce in questo periodo lo scultore Leonard Baskin che insegnava allo Smith e con lui instaurò, oltre ad una salda amicizia che durerà per tutta la vita, una forte intesa artistica. Collaboreranno a numerosi libri, tra i quali Crow nel 1970 e Cave Birds nel 1975 e Baskin illustrerà le copertine di diverse raccolte di Hughes. Presso la casa editrice dell'amico, la Gehenna Press, Hughes pubblicherà nel 1981 A Primer of Birds, nel 1990 Capriccio e nel 1998 Howls and Whispers.

### Il suicidio di Sylvia e quello di Assia
Il ruolo di Hughes nel suicidio di Sylvia del 1963 è stato per molto tempo oggetto di speculazioni da parte dei critici. In qualità di vedovo di Sylvia, Hughes si occupò, come esecutore testamentario, dei beni personali e letterari di Plath. Diresse la pubblicazione dei manoscritti non ancora pubblicati, tra cui quello della raccolta Ariel (1966) ma distrusse le ultime pagine del diario di Sylvia, che descriveva gli ultimi tre anni della loro vita coniugale, tormentata dall'adulterio di Ted con la vicina di casa.
Sei anni dopo la morte di Plath,  il 25 marzo 1969, Assia Wevill (l'amante di Hughes) si suicidò, coinvolgendo nella sua morte anche la loro figlia, Alexandra Tatiana Eloise Wevill (Shura), nata il 3 marzo 1965. Nell'agosto del 1970, Hughes sposò Carol Orchard, un'infermiera. Rimasero insieme fino alla morte di lui, avvenuta il 28 ottobre 1998 a causa di un infarto miocardico. Ricevette l'Order of Merit dalla regina Elisabetta II del Regno Unito poco prima della sua morte.

## Scritti
Le prime opere in versi di Hughes trattano il tema della natura e, in particolare, dell'innocente violenza del mondo animale, desumendo primaria ispirazione dal verso di Tennyson, «nature, red in tooth and claw» ("natura rossa di zanna e artiglio"). Le opere successive sviluppano tematiche connesse alla mitologia nordica ed alla tradizione celtica dei bardi. La prima raccolta, Hawk in the Rain (1957), fu positivamente valutata dalla critica. Nel 1959 vinse il "Premio Galbraith " che gli fruttò 5000 $. Il suo lavoro più significativo è forse Crow (1970). Tales from Ovid (1997) contiene una selezione di traduzioni a versi liberi delle Metamorfosi di Ovidio. In Birthday Letters, Hughes ruppe il suo silenzio su Sylvia, raccontando aspetti della loro vicenda matrimoniale. La copertina fu disegnata dalla figlia di Ted e Sylvia, Frieda.
Oltre alla poesia, Hughes scrisse libretti d'opera e libri per l'infanzia. Uno di questi, L'uomo di ferro (The Iron Man), diventò la base dell'opera rock The Iron Man: A Musical di Pete Townshend e del cartone animato Il gigante di ferro. Hughes fu nominato Poet Laureate (poeta ufficiale della corona inglese) nel 1984, a seguito della morte di John Betjeman. Hughes ricoprì questo prestigioso ruolo fino alla morte nel 1998. Le Collected Poems, raccolte in un volume di 1333 pagine della Faber & Faber, furono pubblicate nel 2003.
Fu amico dell'irlandese Seamus Heaney, Premio Nobel per la letteratura, e di Geoffrey Hill, due eminenti poeti della sua generazione.

## Opere

### Poesia
- The Hawk in the Rain, Faber and Faber, London, 1957
- Lupercal, Faber and Faber, London, (1960)
- Wodwo, Faber and Faber, London, 1967
- Crow:From the Life and Songs of the Crow, Faber and Faber, London, 1970
- Gaudete, Faber and Faber, London 1977
- Moortown Elegies, Raibow Press, London, 1978
- Moortown, Faber and Faber, London, 1979
- Elmet|Remains of Elmet, Rainbow Press, London, 1979, con fotografie di Fay Godwin); con il sottotitolo A Pennine Sequence, Faber and Faber, London, 1979
- Flowers and Insects. Some Birds and a Pair of Spiders, Faber and Faber, London, 1986, con disegni di L. Baskin.
- Wolfwatching, Faber and Faber, London, 1989
- Mortown Diary, Faber and Faber, London, 1989
- Rain-charm for the Duchy and Other Poems, Faber and Faber, London 1992
- New Selected Poems 1957-1994, Faber and Faber, London, 1994
- Birthday Letters , Faber and faber, London, 1998, vincitore nel 1998 del Forward Poetry Prize[8] per la miglior raccolta.

### Traduzioni

#### Teatro
- Seneca's Oedipus, Faber and Faber, London, 1969
- Frank Wedekind, Spring Awakening, Faber and Faber, London, 1995
- Federico García Lorca, Blood Wedding, Faber and Faber, London, 1996
- Jean Racine, Phaedra/Phédre, Faber and Faber, London, 1996
- Shakespeare's Ovid, Enitharmon Press, London, 1995 (contiene la traduzione di due episodi delle Metamorfosi di Ovidio: "Venus and Adonis" e "Salmacis and Hermaphroditus", in seguito inclusi in Tales from Ovid, 1997)
- Euripides, Alcestis, Faber and Faber, London, 1998
- The Oresteia by Aeschilus, Faber and Faber, London, 1999

#### Poesia
- János Pilinszky, Selected Poems, translated by Ted Hughes and Janos Csokits, Carcanet, Manchester, 1976; in seguito con il titolo The Desert of Love: Selected Poems, Anvil Press Poetry, London, 1989
- Yehuda Amichai, Amen, translated by the author and Ted Hughes, Harper Row, New York, 1977
- Tales from Ovid, Faber and Faber, London 1977 (dall'opera è stato tratto un adattamento per il teatro da Tim Supple, Simon Reade e Ted Hughes: Ted Hughes's Tales From Ovid, Faber and Faber, London, 1999
- Yehuda Amichai, Time, translated by the author and Ted Hughes, Oxford University Press, Oxford, 1979
- Yehuda Amichai, Selected poems, translated by Daniel Weissbort, Ted Hughes and other, Faber and Faber, London, 2000
- Ferenc Juhász, The Boy changed Into a Stag Cries Out at the Gate of Secrets, translated by Ted Hughes and Daniel Weissbort, "Modern" Poetry in Translation", 21, 2003
- Selectd Translations, ed. Daniel Weissbort, Faber and Faber, London, 2006

### Antologie curate da Hughes
- New Poems 1962. A.P.E.N.. Anthology of Contemporary Poetry, eds. Patricia Beer, Ted Hughes and Vero Scannell, Hutchinson, London, 1962
- Five American Poets:Edgar Bowers, Howard Nemerow, Hyam Plutzik, Louis Simpson, William Stafford, eds. Ted Hughes and Thom Gunn, Faber and Faber, London, 1963
- Keit Douglas, Selected poems, ed. with an introducion by Ted Hughes, Faber and Faber, London, 1964
- Sylvia Plath, Ariel, Faber and faber, London 1965
- With Fairest Flowers While Summer Lasts. Poem from Shakespeare, ed. with an introduction by Ted Hughes, Faber and Faber, London, 1968
- A Choice of Emily Dickinson's verse. Selected with an introduction by Ted Hughes, Faber and Faber, London, 1971
- Selected Verse of Shakespeare
- A Choice of Coleridge's Verse
- The Rattle Bag (curato insieme a Seamus Heaney)
- The School Bag (curato insieme a Seamus Heaney)
- By Heart: 101 Poems to Remember

### Prosa
- A Dancer to God: Tributes to T.S. Eliot, Faber and Faber, London, 1992
- Shakespeare and the Goddess of Complete Being
- Winter Pollen. Occasional Prose, ed. William Scammell, Faber and Faber, London, 1994
- Difficulties of a Bridegroom. Collected Short Stories, Faber and Faber, London, 1995
- Poetry in the Making

### Libri per bambini
- Meet my Folks, Faber and Faber, London, 1961 con disegni di George Adamson
- How the Whale Became, Faber and Faber, London, 1963 con disegni di George Adamson
- The Earth-Owl and Other Moon-People, Faber and Faber, London, 1963 con disegni di R.A. Brandt
- Nessie the Mannerless Monster, Faber and Faber, London, 1964
- The Iron Man, A Story in Five Nights, Faber and Faber, London, 1968 con disegni di George Adamson
- The Coming of the Kings and Other Plays, Faber and Faber, London, 1970
- Earth-Moon, Rainbow Press, London, 1976
- Moon Whales and Other Moon Poems, Ving, New York, 1976 con disegni di L.Baskin
- Moon Bells and Other Poems, Chatto & Windus, London, 1978
- Under the north Star, Viking, New York, 1981, con disegni di L. Baskin
- What is Truth? A Farmyard Fable for the Young, Faber and Faber, London, 1984
- Ffangs the Vampire Bat and the Kiss of Truth, Faber and Faber, London, 1986
- Tales of the Early World, Faber and Faber, London, 1988
- The Iron Woman. A Sequel to The Iron Man, Faber and Faber, London, 1993
- Collected Animal poems: 1. The Iron Wolf, 2. What is Truth?; 3. A March Calf; 4. The Thought-Fox, Faber and Faber, London, 1995 (4 voll.)
- The Dreamfighter and Other Creation Tales, Faber and Faber, London, 1995
- Shaggy and Spotty, Faber and Faber, London, 2001
- Collected Plays for Children, Faber and Faber, 2001
- The Cat and the Cuckoo, The Sunstone Press, London, 2002
- The Mermaid's Purse, The Sunstone Press, London, 2002
- Collected Poems for Children, Faber and Faber, London, 2005

### Poesie in italiano
- Ted Hughes, Poesie, a cura di Nicola Gardini e Anna Ravano (anche traduttori dell'opera), Coll.: I meridiani; Testo orig. a fronte; introd. di Nicola Gardini, Milano, Mondadori, 2008,  p. 1809, ISBN 978-88-04-57389-0.[9]
- Ted Hughes, Pensiero-volpe e altre poesie, Trad. Camillo Pennati; testo orig. a fronte; coll.: Lo specchio. I poeti del nostro tempo, Milano, Mondadori, 1973,  p. 175.[10]
- Ted Hughes, Fiori e insetti. Qualche uccello e un paio di ragni, a cura di Nicola Gardini, Con un saggio di Derek Walcott; tit. orig.: Flowers and insects; testo orig. a fronte; coll.: Oscar - Poesia del Novecento, 42, Milano, Mondadori, 2000,  p. 111, ISBN 88-04-48495-0.
- Ted Hughes, Lettere di compleanno, Trad. e note a c. di Anna Ravano; introd. di Nadia Fusini; tit. orig.: Birthday letters; testo orig. a fronte; coll.: Poesia del Novecento, 39 - Oscar, Milano, Mondadori, 2000,  p. 424, ISBN 88-04-48465-9.

### Libri per bambini in italiano
- Ted Hughes, L'uomo di ferro: Lotta di giganti per la salvezza della terra, Trad. di Sandra Giorgini; ill. di George Adamson; tit. orig. The Iron Man, Milano, Rizzoli (Biblioteca Universale), 1977,  p. 71.
- Ted Hughes, L'uomo di ferro, Trad. di Ilva Tron; ill. di Andrew Davidson; coll.: Junior Mondadori; tit. orig. The Iron Man, Milano, Mondadori, 2003,  p. 58, ISBN 88-04-43681-6.
- Ted Hughes, La donna di ferro, Trad. di Riccardo Duranti; ill. di Andrew Davidson: coll.: Junior Mondadori; tit. orig.: The Iron Woman, Milano, Mondadori, 2001,  p. 102, ISBN 88-04-44473-8.
- Ted Hughes, Nessi il mostro senza complessi, Trad. di Glauco Arneri; ill. di Gerald Rose; coll.: Junior-8, 7; tit. orig.: Nessie the Mannerless Monster, Milano, Mondadori, 2003,  p. 57, ISBN 88-04-44196-8.
- Ted Hughes, Tzanne il Vampistrello e il Bacio di Verità, Trad. di Francesco Saba Sardi; ill. di Chris Riddell; coll.: Contemporanea; tit. orig.: Ffangs the Vampire Bat and the Kiss of Truth, Milano, Mondadori, 1993,  p. 101, ISBN 88-04-36964-7.
- Ted Hughes, Com'è nata la balena e altre storie, Traduz. di Glauco Arneri; ill. di Adelchi Galloni; coll.: Junior Mondadori; tit. orig.: How the Whale Became, Milano, Mondadori, 2003,  p. 102, ISBN 88-04-44471-1.
- Ted Hughes, La scacciasogni e altre storie della creazione, Trad. di Riccardo Duranti; ill. di Chris Riddell; coll.: Contemporanea; tit. orig.: The Dreamfighter and Other Creation Tales, Milano, Mondadori, 1996,  p. 161, ISBN 88-04-41620-3.
- Ted Hughes, Storie del mondo primitivo, Trad. di Francesca Lazzarato; ill. di Andrew Davidson; coll.: Junior-10, 21; tit. orig.: Tales of the Early World , Milano, Mondadori, 2001,  p. 118, ISBN 88-04-44472-X.
- Ted Hughes, La borsetta della sirena, ill. di Flora McDonnell; testo it. a c. di Andrea Molesini; coll.: Piccola contemporanea, 4; tit. orig.: Mermaid's Purse, Milano, Mondadori, 2000,  p. 64, ISBN 88-04-47550-1.
- Ted Hughes, Rufo e Macchia, Trad. di Angela Ragusa; ill. di David Lucas: titolo orig.: Shaggy and Spotty; coll.: Junior-8, Milano, Mondadori, 1998,  p. 32, ISBN 88-04-45725-2.
- Il gigante di ferro, DVD, film d'animazione, soggetto tratto da The iron man, Warner home video Italia[11], Milano, 2004, regia di Brad Bird, lingue: italiano, inglese, francese, olandese.